# Bulbophyllum inaequale
Bulbophyllum inaequale là một loài phong lan.

## Hình ảnh

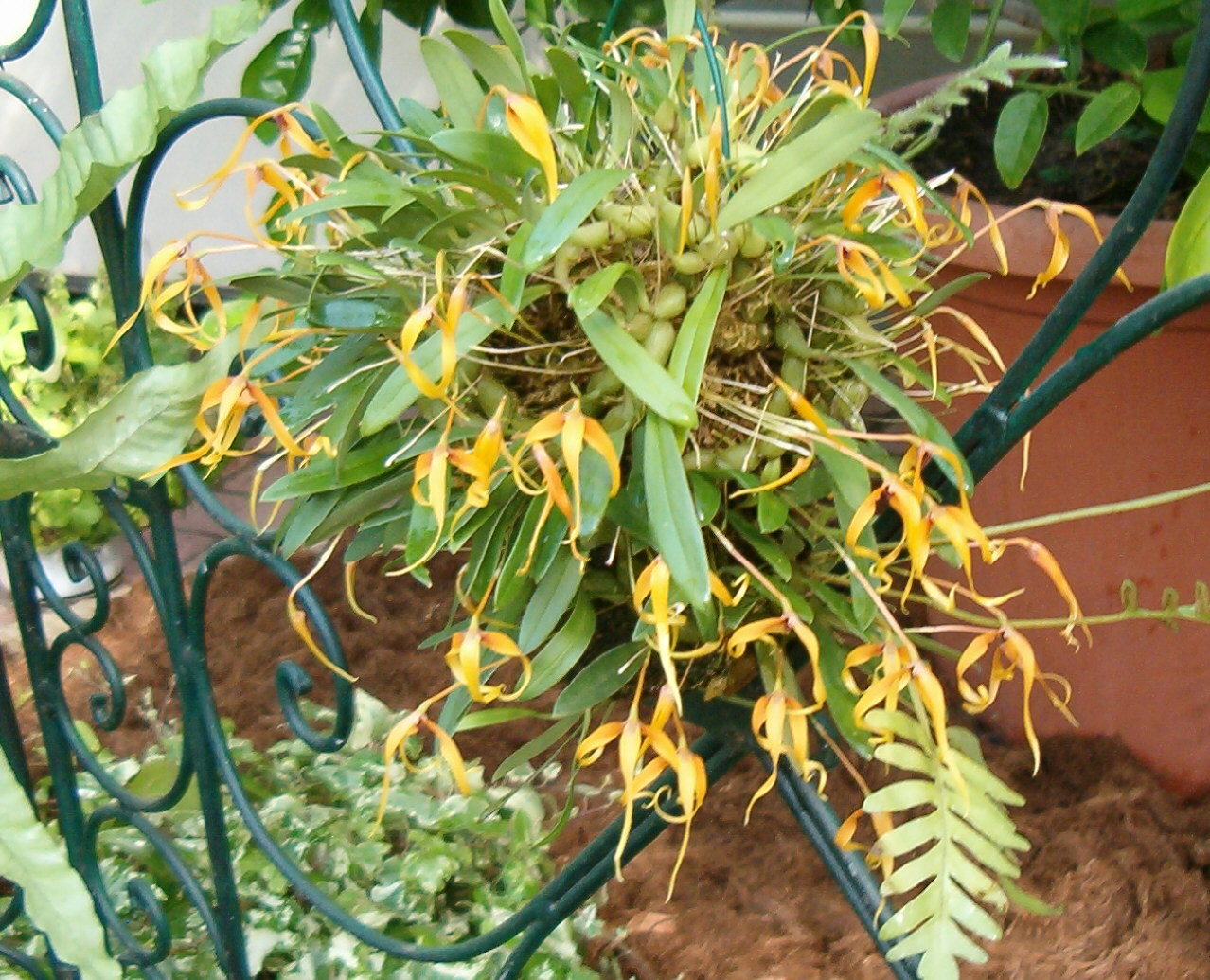